# Kis-Nyereg-hágó
Kis-Nyereg-hágó (Sedielko) (2380 m, *2372 m)
A Markazit-torony (észak) és a Vörös-torony (dél) között fekvő hágó egyike a legkönnyebb átjáróknak a Magas-Tátra főgerincén át, a Kis-Tarpataki-völgy és a Jávor-völgy között. (November 1-től június 13-ig lezárva.)

## Az Öt-tótól (keletről)
A Téry-menedékháztól zöld jelzésű ösvényen a Pfinn-kilátó délkeletre ereszkedő széles hátát kb. 2150 m magasságban keresztezve, a Kis-Nyereghágó-völgyecskébe. Ennek aljába érve elhaladunk a kis Kék-tavacska mellett (2157 m), majd omladékon, hófoltokon eleinte mérsékelt emelkedéssel a völgy zárlata fölött fekvő, széles Kis-Nyereg-hágó alá. A hozzá felhúzódó magas és elég meredek lejtőt rendkívül laza, finom szemű törmelék borítja. A felmenet utolsó része igen fárasztó, ezért lehetőleg a lejtő jobb oldalán haladjunk, ahol sziklásabb a terep. Végül omlatag kis lépcsőkön juthatunk fel a hágóra, az utolsó szakaszon láncos biztosítás segíti a mászást. (1 ó 30 p).

## A Jávor-völgyből (nyugatról)
Végig a zöld jelzésen, Javorináról a Jávor-völgybe vezető úton a Javorinai-Fekete-tóhoz való útelágazásig (Javorináról 1 ó 30 p). A tisztás jobb felső szélén továbbvezető, zöld jelzésű ösvény rövid ideig még meredeken emelkedik, majd kilépve az erdőből, a völgyben visz tovább. Mintegy 3 órányira Javorinától, az eddig déli irányban húzódó Jávor-völgy balra kanyarodik és kelet felé vonul tovább. Itt lassan az ösvény is megszűnik, és a völgy bal oldalán füves lejtőkön, majd omladékon fel a völgy közepén emelkedő, meredek sziklás domb aljába. Itt a balra levő szakadékban – amelyben a patak folyik – fel a domb tetejét képező kis fennsíkra (1950 m; a domb alatt jobbra a Varangyos-tó, 1900 m). Ez a Jávor-völgy kietlen, legfelső katlana (1 ó). Innen a völgy zárlata felé, a Kis-Nyereg-hágóhoz, hosszú omladéklejtő húzódik fel. A lejtő hajlása miatt az út utolsó részében nem látjuk a hágót. A vízmosások által barázdált lejtőn fel, majd ahol a Vörös-torony északi gerincéről alányúló sziklák közelébe érünk, alattuk folyton kissé balra elérjük az ismét láthatóvá vált hágót (1 ó; Javorináról 5 ó).